# Zofka Kveder

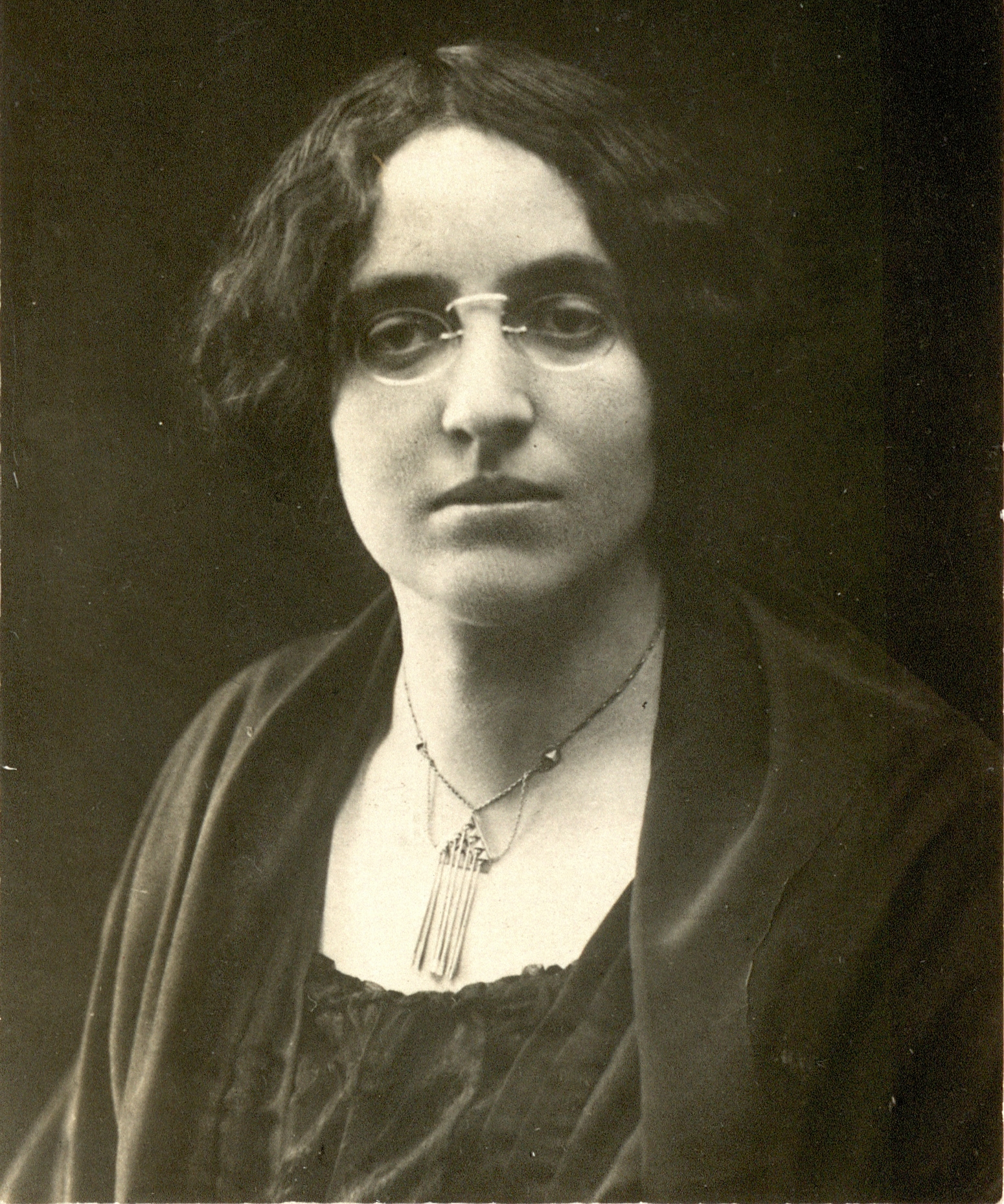
Fotografía, años 1920

Zofka Kveder (Liubliana, 22 de abril de 1878 – Zagreb, 21 de noviembre de 1926) fue una escritor y activista eslovena por los derechos de la mujer. 

## Biografía
Hija de un empleado de ferrocarril, Kveder estudió en un convento de Liubliana y a los 16 años, fue contratada como secretaria en Kočevje. Víctima de los abusos familiares, a los que se sumaban el alcoholismo de su padre y el fanatismo religioso de su madre, abandonó pronto su hogar y en la década de 1880 publicó cuentos en la revista “Slovenka” donde trabajó en 1899 cuando se trasladó brevemente a Trieste.
Más tarde se matriculó en la Universidad de Berna, pero la dejó pronto por el alto coste de la vida en Suiza. 
En Praga conoció a su futuro esposo, el poeta Vladimir Jelovšek, con el que tuvo tres hijas y de quien se divorciaría en 1914 por las infedelidades de su marido. Más tarde se casaría con el periodista croata Juraj Demetrović. 
Fue elegida como representante feminista croata en el Congreso Internacional de Mujeres de La Haya, pero no participó en el evento porque estaba embarazada y concentrada en su novela más conocida “Hanka”. 
A partir de 1917, escribió varios artículos sobre los movimientos feministas de varios países eslavos comp la revista “Ženski svljet” ("Mundo de mujeres").
Las condiciones de salud de Kveder empeoraron tras la muerte de su hija Vladoša y las ausencias de su marido.
Murió el 21 de noviembre de 1926. Un comunicado oficial indicó que la causa de la muerte fue un ataque cardíaco. Sin embargo, los familiares afirmaron que se había envenenado. Fue enterrada en el cementerio Mirogoj en Zagreb.

## Obra

### Narrativa
- Zbrano delo Zofke Kveder vol. 1-5.
- Misterij žene (1900) − cuento
- Odsevi (1902) − cuento
- Iz naših krajev (1903) – cuento
- Iskre (1905)
- Njeno življenje (1914 in 1918)
- Vladka in Mitka (1927)
- Vladka, Mitka in Mirica (1928)
- Hanka (1938)
- Veliki in mali ljudje (1960)
- Odsevi (1970)

### Teatro
- Zbrano delo Zofke Kveder vol 5.
- Ljubezen, (1901)
- Amerikanci, (1908)
- Arditi na otoku Krku, (1922)